# Батальон

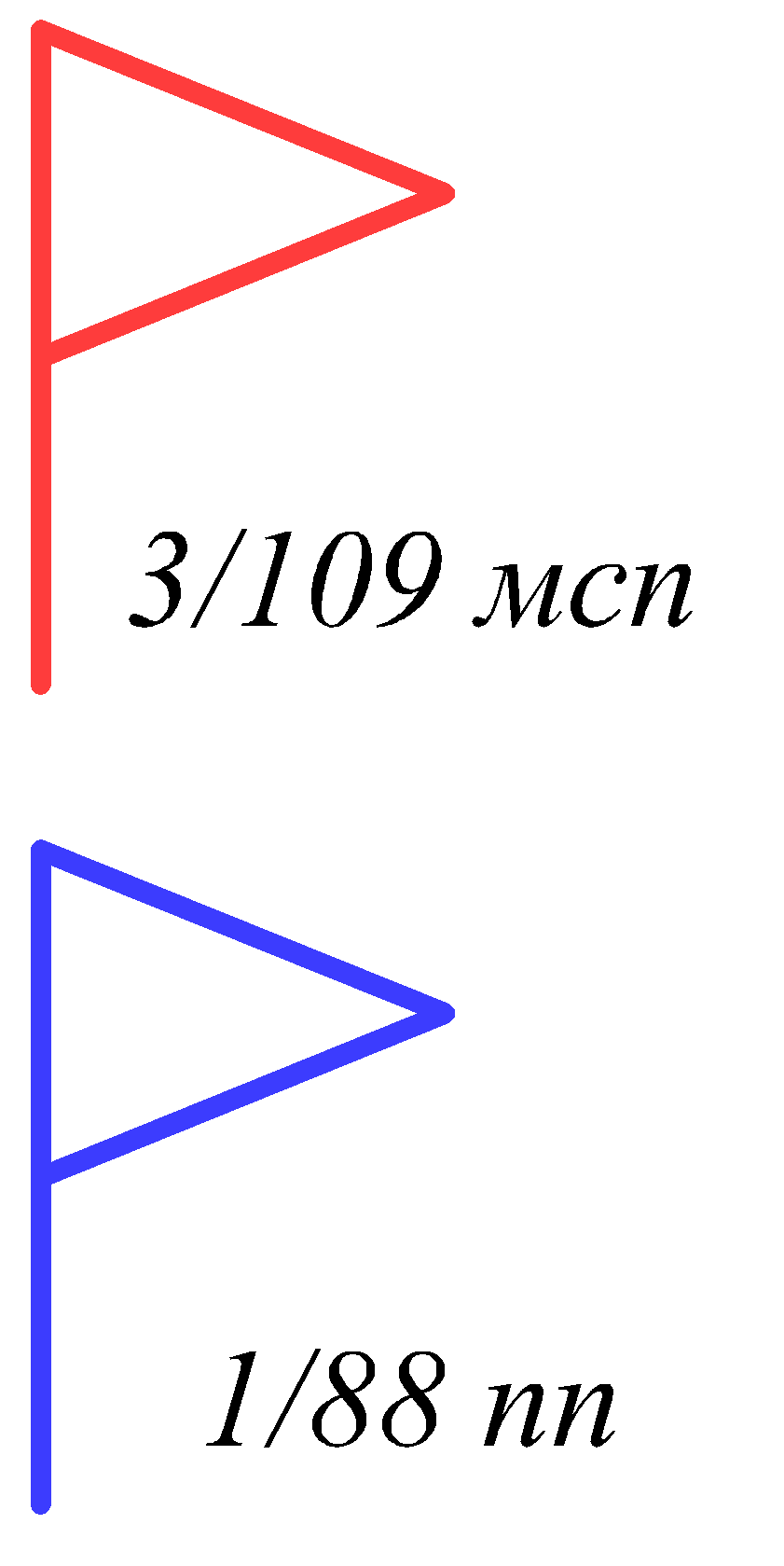
Знак командного пункта батальона на военных топографических картах, принятый в СССР и России.
Красный цвет — формирования своих войск.
Синий цвет — формирования войск противника
Примерные сокращения с указанием принадлежности:
3/109 мсп — 3-й батальон 109-го мотострелкового полка
1/88 пп — 1-й батальон 88-го пехотного полка

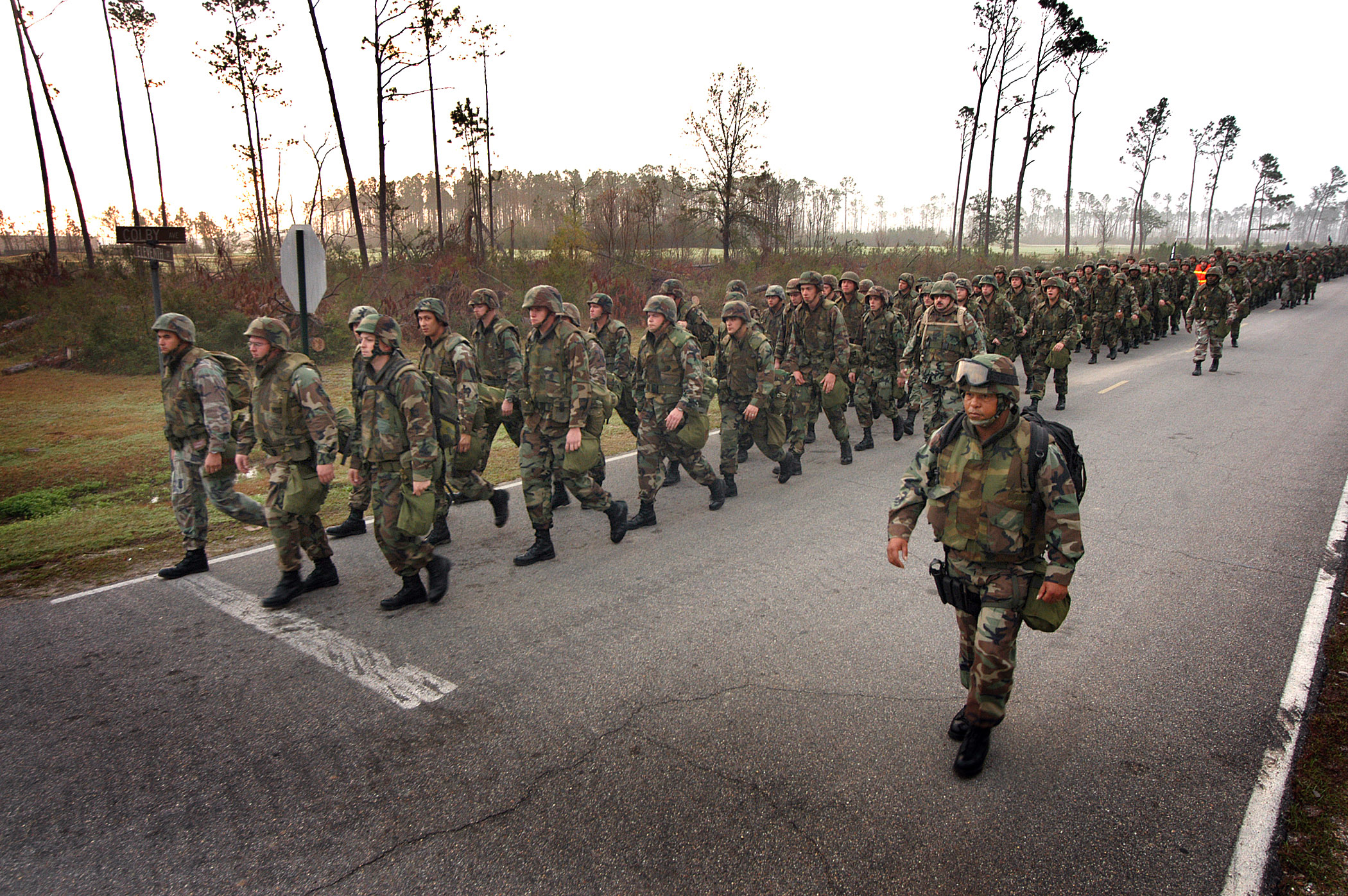
Походный марш батальона, ВС США, 3 февраля 2006 года.

Батальо́н (фр. bataillon ← итал. battaglione увеличение от battaglia «сражение») — формирование, основное тактическое подразделение в сухопутных, воздушно-десантных, береговых и других войсках (силах).
Батальон может являться подразделением в составе воинской части (полка или бригады) либо воинской частью (отдельный батальон) в составе соединения, либо отдельной частью в составе объединения.
Как и дивизион, которому соответствует как формирование тактического звена других родов войск, — батальон является наименьшим подразделением, у которого есть штаб.

## История
Изначально батальон (от «баталии») применялся для обозначения определённого порядка построения войск (сил) на поле боя. В XIV—XV веках словом батальон называли массу пехоты или конницы построенной для боя сомкнутым квадратом.
В XVII веке боевой порядок разделили на составные части различной величины (катервы и терции), которые стали именовать батальонами. Численность батальона не была постоянной и колебалась от 1000 до 10 000 человек. К концу XVII века численность батальона приняла более постоянный состав от 800 до 1000 человек, которые организационно были сведены в роты (от 6 до 9 рот).
В Русской гвардии и армии батальоны, как составная часть полка, были введены Петром Первым и состояли из 4 однотипных рот. В 1762 году был принят штат батальона из 6 рот (5 мушкетёрских или фузилёрных, и 1 гренадерская) с однородным вооружением. Подобная практика определялась преимущественно тактическими приёмами и упрощала боевую подготовку. Батальон ранее в Российской империи именовался баталион.
С появлением новых типов вооружения и в связи с разнообразием и сложностью боевых задач выполняемых батальонами, в их состав включались огневые средства (станковые пулемёты, миномёты, артиллерийские орудия) и подразделения (взводы, батареи), так во время Первой мировой войны все армии приняли одинаковый состав батальона — трёхротный. Однако, с 1916 года, когда пехота и стрелки начали быстро насыщаться автоматическим оружием, батальонам были приданы специальные пулемётные команды, которые до того времени входили только в состав полков. По окончании Первой мировой войны, в состав батальона ввели на постоянной основе штатную артиллерийскую батарею, имевшей на вооружении несколько орудий малого калибра.
Произошло усложнение управления батальоном и его обеспечение, что в итоге привело к созданию в штате батальона штаба и подразделений боевого и тылового обеспечения (связи, хозяйственные, транспортные и так далее).

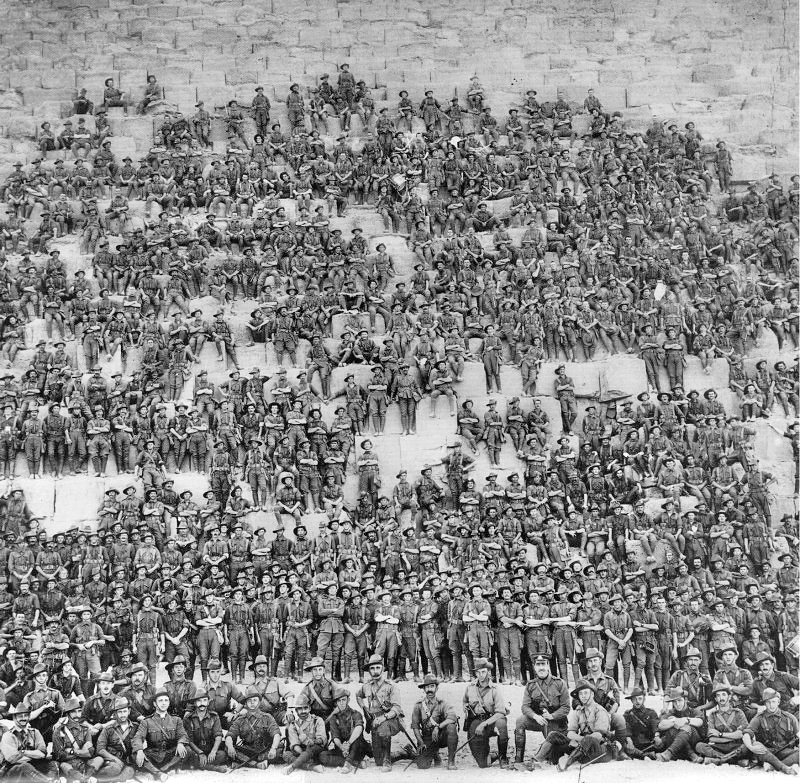
11-й батальон (Западная Австралия) 3-й пехотной бригады, Египет, пирамиды Гизы, 10 января 1915 года.

Дальнейшее развитие вооружения, боевой и специальной техники после Первой мировой войны привело к созданию большого количества разновидностей батальонов: танковые, самоходно-артиллерийские, пулемётно-артиллерийские, миномётные, мотоциклетные, сапёрные, инженерные, понтонные, электротехнические, связи, железнодорожные, аэродромного обслуживания и другие.
В период Великой Отечественной войны только в инженерных войсках ВС СССР были созданы свыше 30 новых типов батальонов в числе которых: истребителей танков, дорожно-строительные, инженерно-строительные, мостостроительные, минных заграждений, минно-подрывные, минно-сапёрные, моторизованные сапёрные, маскировочные и другие.

В годы Второй мировой войны и в послевоенный период мотострелковые, мотопехотные (стрелковые, пехотные) и танковые батальоны представляли собой основную единицу при исчислении плотностей и соотношения сил и средств в тактическом масштабе.

## Особенности терминологии

### Применение термина «батальон» в других языках
В русскоязычных источниках основное огневое и тактическое формирование в артиллерийских войсках, ракетных войсках и войсках противовоздушной обороны, аналогичное по уровню батальону, именуется термином дивизион; независимо от государственной принадлежности.
В то же время в других языках для описания подобных формирований (включая формирования ВС СССР и ВС России, к которым в русскоязычных источниках применяется термин «дивизион») используется термин «батальон». К примеру дивизионы в составе мотострелковых и воздушно-десантных дивизий ВС СССР в англоязычных источниках обозначаются следующим образом:
- самоходный гаубичный дивизион — self-propelled howitzer battalion;
- реактивный артиллерийский дивизион — rocket launcher battalion;
- противотанковый артиллерийский дивизион — antitank battalion;
- зенитный ракетно-артиллерийский дивизион — antiaircraft battalion;
- смешанный артиллерийский дивизион — composite artillery battalion.

### Аналоги батальона
В некоторых воинских частях и соединениях Вооружённых сил СССР формирование аналогичное батальону именовалось отрядом.
Так в 1955 году в военно-строительных частях ВС СССР некоторые строительные батальоны были переименованы в военно-строительные отряды.
Также в бригадах специального назначения ГРУ, созданных в начале 1960-х годов, батальоны специального назначения были переименованы в отряды специального назначения, а батальоны специальной радиосвязи переименованы в отряды специальной радиосвязи.

## Командование, состав и численность батальона

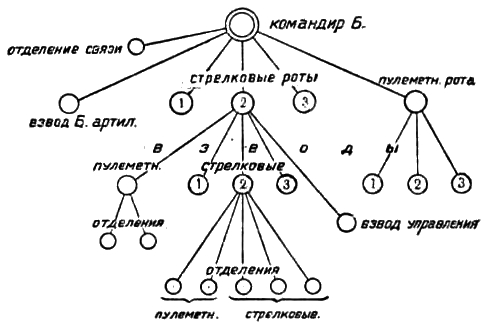
Схема организации стрелкового батальона мирного времени, на 1 января 1927 года.

### Командование
Батальон возглавляется офицером в должности командир батальона. Совокупность должностных лиц, наделенных воинским уставом определёнными правами и обязанностями по управлению подразделениями батальона называется управление батальона. К таковым, к примеру в ВС России относятся командир батальона, его заместитель, начальник штаба батальона, заместитель по воспитательной работе, заместитель по технической части и вооружению (старший техник, техник батальона), заместитель по тылу.
Как и дивизион, батальон является наименьшим подразделением, у которого есть штаб.

### Состав и численность
Батальон состоит из нескольких рот и отдельных взводов при штабе батальона. Также в состав батальона (мотострелкового/мотопехотного или десантно-штурмового) может включаться миномётная батарея. Численность личного состава батальона зависит от его типа и государственной принадлежности. На современном этапе этот показатель может достигать 900 человек.

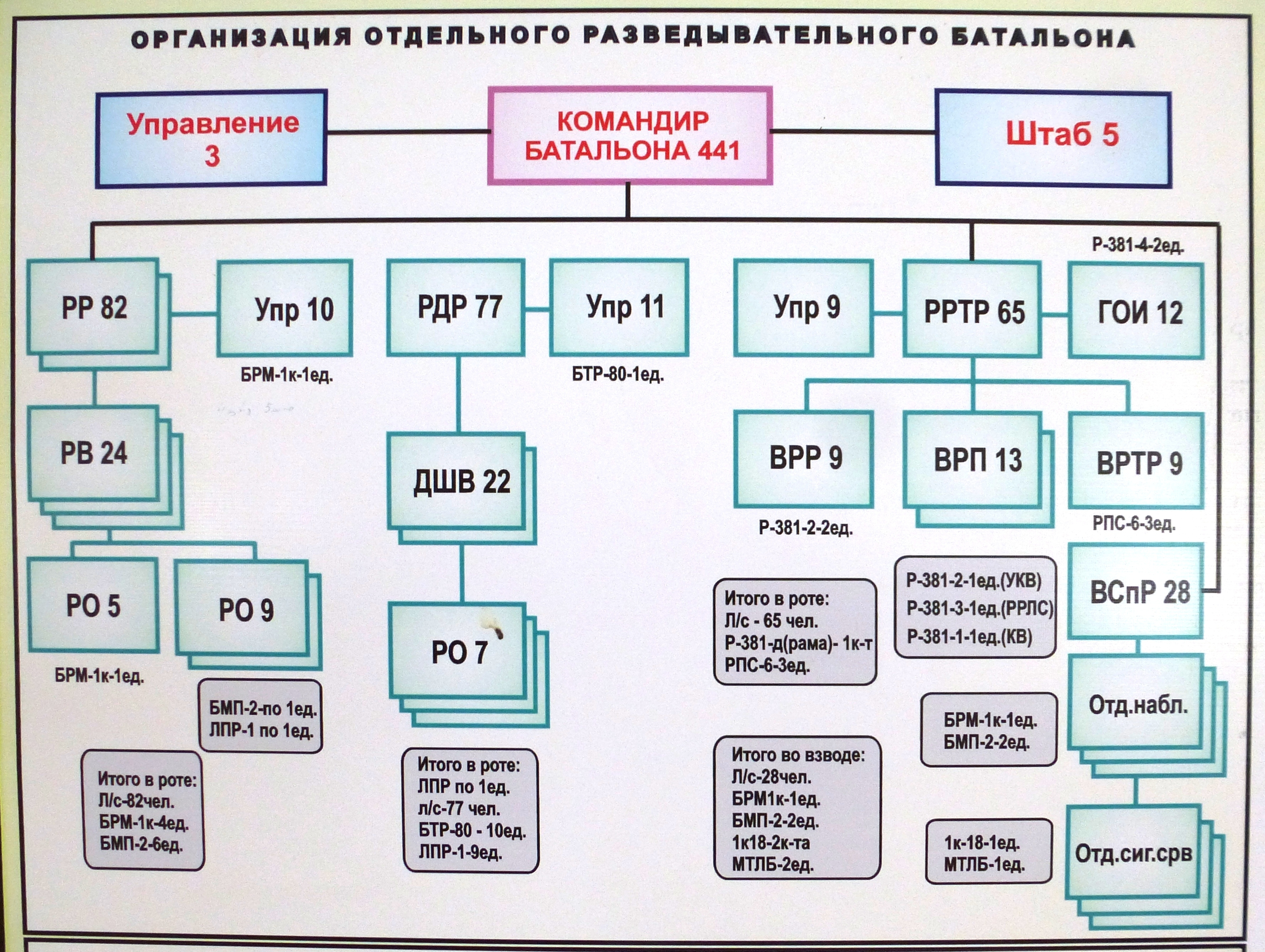
Организационно-штатная структура отдельного разведывательного батальона Сухопутных войск Республики Казахстан

К примеру, в Советской армии конца 1980-х годов батальоны в составе полков, бригад и дивизий в зависимости от предназначения и рода войск имели следующую численность:
- мотострелковый батальон (на БТР) — 525 человек;
- мотострелковый батальон (на БМП) — 497 человек;
- отдельный танковый батальон (мотострелковой дивизии) — 227[18];
- танковый батальон (полка морской пехоты) — 188[19];
- танковый батальон (мотострелкового полка) — 165[20];
- танковый батальон (танкового полка) — 135[21];
- батальон (отряд) специального назначения (в бригадах ГРУ) — 410;
- батальон морской пехоты — более 400;
- отдельный разведывательный батальон (мотострелковой/танковой дивизии) — 340;
- парашютно-десантный батальон (на БМД) — 316;
- инженерно-сапёрный батальон (мотострелковой/танковой дивизии) — 395;
- инженерно-сапёрный батальон (воздушно-десантной дивизии) — 220;
- ремонтно-восстановительный батальон — 230;
- батальон материального обеспечения (мотострелковой/танковой дивизии) — 510;
- батальон материального обеспечения (воздушно-десантной дивизии) — 165;
- батальон связи (мотострелковой/танковой дивизии) — 272;
- батальон связи (воздушно-десантной дивизии) — 180;
- медицинский батальон (мотострелковой/танковой дивизии) — 175;
- медицинский батальон (воздушно-десантной дивизии) — 95.

## Батальоны в вооружённых силах государств

### Россия
В Вооружённых силах Российской Федерации мотострелковые и танковые батальоны входят в состав мотострелковых и танковых полков и бригад; парашютно-десантные и десантно-штурмовые в состав воздушно-десантных полков и бригад; батальоны морской пехоты — в состав полков и бригад морской пехоты.
Мотострелковый батальон состоит из управления, 3 мотострелковых рот, взводов: миномётного, противотанкового, гранатомётного, зенитного, связи, хозяйственного, технического обеспечения и медицинского пункта. На вооружении имеется стрелковое оружие (преимущественно автоматическое), гранатомёты, миномёты, ПТРК и ПЗРК. Мотострелковый батальон имеет личный состав более 500 человек и до 50 единиц БМП (БТР). В танковом батальоне имеются 3 танковые роты. В парашютно-десантных (десантно-штурмовых) батальонах — 3 парашютно-десантные (десантно-штурмовые) роты. В батальонах морской пехоты имеется 3 роты морской пехоты. Подразделения управления и обеспечения данных батальонов как правило аналогичны подразделениям в мотострелковых батальонах.
Согласно боевым уставам Сухопутных войск ВС РФ, мотострелковому батальону в обороне назначается участок по фронту до 5 километров и в глубину до 3 километров. В наступлении мотострелковому батальону отводится полоса наступления до 2 километров, а на участке прорыва полка в условиях применения обычного оружия — до 1 километра. Аналогичные показатели применяются и в других зарубежных армиях.

### США
В Армии США мотопехотные (пехотные), танковые, парашютно-десантные (пехотные аэромобильные) батальоны — являются основной боевой единицей механизированных (пехотных), бронетанковых, воздушно-десантной (воздушно-штурмовой) дивизии (отдельной бригады). Батальоны считаются подразделением (отдельные батальоны — воинской частью), способным вести боевые действия самостоятельно.
Мотопехотный батальон состоит из управления батальона, штабной роты, 3 мотопехотных рот и роты огневой поддержки. На вооружении имеет автоматическое стрелковое оружие, гранатомёты, самоходные миномёты, ПТРК, ПЗРК. Батальон располагает до 70 БТР и 880 человек личного состава. Пехотный батальон пехотной дивизии имеет 3 пехотные роты, роту огневой поддержки и около 800 человек личного состава. В танковом батальоне имеется 3 танковые роты, 54 танка и около 550 человек личного состава.
Мотопехотные (пехотные) и танковые батальоны ведут бой как правило в составе дивизии (бригады). Батальоны служат основой для создания батальонных тактических групп. Парашютно-десантные и пехотные аэромобильные батальоны имеют одинаковую организацию и состоят из управления, штабной роты, 3 парашютно-десантных (пехотных аэромобильных) рот и роты огневой поддержки. Личный состав таких батальонов насчитывает около 770 человек. Различие парашютно-десантного и пехотного аэромобильного батальона заключается в доставке личного состава в зону боевых действий: парашютно-десантные батальоны выбрасываются на парашютах; пехотные аэромобильные батальоны высаживаются с вертолётов посадочным способом.
В Корпусе морской пехоты США пехотный батальон входит в полк морской пехоты и имеет в своём составе штаб батальона, штабную роту, 3 штурмовые роты, и роту оружия. Личный состав батальона около 1000 человек. На вооружении батальона миномёты, ПТРК, зенитные установки и различное стрелковое оружие.

### Германия
В сухопутных войсках Бундесвера имеется несколько типов батальонов:
- мотопехотный батальон

- 2 мотопехотные роты на БМП
- 1 мотопехотная рота на БТР
- 1 миномётная рота

- смешанный мотопехотный батальон

- 2 мотопехотные роты на БМП
- 1 танковая рота

- пехотный батальон

- 3 пехотные роты на автомобилях
- рота огневой поддержки

- танковый батальон

- 3 танковые роты

- смешанный танковый батальон

- 2 танковые роты
- 1 мотопехотная рота на БМП

- и другие

В каждом батальоне имеется управление, штабная рота и рота снабжения. Мотопехотный, смешанный мотопехотный, танковый, смешанный танковый батальоны входят в состав бригад мотопехотных и танковых дивизий. При этом пехотные батальоны входят в состав тех же дивизий но как отдельные. В среднем батальоны имеют личный состав от 400 до 600 человек, до 40 БМП и БТР, от 13 до 41 танка.
В составе горнопехотной бригады имеются горнопехотные батальоны 4-ротного состава (3 горнопехотные роты и рота огневой поддержки). Горнопехотный батальон располагает личным составом около 900 человек и оснащается 250 автомобилями. В составе воздушно-десантной бригады имеются парашютно-десантные батальоны 4-ротного состава (2 парашютно-десантные роты и 2 противотанковые роты). Личный состав парашютно-десантного батальона около 500 человек и оснащается 50 десантируемыми автомобилями.

### Великобритания
В сухопутных войсках Великобритании мотопехотный батальон считается основной тактической частью (приравнивается к полку). Мотопехотные батальоны входят в состав бронетанковых и мотопехотных дивизий, отдельных мотопехотных бригад. В составе мотопехотного батальона 5 рот: штабная, 3 мотопехотные и рота огневой поддержки. Личный состав батальона около 700 человек. На вооружении имеет около 100 БТР и бронеавтомобилей.

### Франция
В отличие от других государств НАТО в сухопутных войсках Франции пехотный батальон является основной боевой единицей только в 27-й горнопехотной бригаде. Такой пехотный батальон состоит 5 рот: рота управления и обслуживания, разведывательная и поддержки, 3 альпийских пехотных рот. Личный состав пехотного батальона около 900 человек и имеет на вооружении 12 120-мм и 81-мм миномётов, 14 установок ПТРК и другое вооружение.

### Китай
В НОАК основу сухопутных войск составляют так называемые полевые войска предназначенные для ведения обороны и наступления, и состоящие из механизированных и танковых бригад. Основным боевым подразделением в данных соединениях является мотопехотный батальон, который служит основой для создания батальонной тактической группы. Мотопехотный батальон состоит из 6 рот: 3 мотопехотные, 1 пулемётная, 1 миномётная и 1 рота безоткатных орудий. Личный состав мотопехотного батальона — 680 человек. На вооружении батальона имеется: 9 82-мм и 9 60-мм миномётов; 3 82-мм и 6 75-мм безоткатных орудий; 38 БМП.